# Осмоловский, Анатолий Феликсович
Анато́лий Фе́ликсович Осмоло́вский (род. 1 июля 1969, Москва) — российский художник, теоретик, куратор, один из ярких представителей Московского акционизма. Лауреат «Премии Кандинского» за 2007 год в номинации «Художник года».

## Биография
С 1987 года учился в Высшем техническом училище ЗИЛа (факультет металлорежущих станков новых технологий), но учёбу не окончил.
В середине 1980-х годов познакомился с творчеством Аркадия Северного, под влиянием которого начал писать собственные стихи.
В 1987 году основал поэт-группу «Вертеп» (название расшифровывается как «Верьте поэзии»), куда вошли также Анатолий Плево, Михаил Кузнецов, Дмитрий Пименов, Александр Косарев, Александр Михайлюк, Геннадий Алехин, Георгий Туров, Максим Ждановских, Олег Столяров, Андрей Кузнецов, Лариса Туманова и другие.
По словам одного из поэтов группы Александра Михайлюка, по направлению группа была близка к футуризму. Внутри группы Осмоловский, Пименов и Туров составляли подгруппу «Последняя волна». Поэты выступали на Арбате, посещали заседания клуба «Поэзия», руководимого Кириллом Ковальджи.
В эти годы Осмоловской увлёкся западной структуралистской и постструктуралистской теорией и марксизмом, читал Ролана Барта, затем — труды Маркса.
После распада группы «Вертеп» молодые люди основали группы «Министерство ПРО СССР» (Анатолий Осмоловский, Георгий Туров и Григорий Гусаров). Эстетическим ориентиром поэты видели легендарный французский журнал Tel Quel, а также французскую группу УЛИПО. Поведение молодых отличала нарочитая эпатажность и склонность к скандалам.
11 ноября 1989 года в кафе «Альма-матер» при МГУ им. М. В. Ломоносова состоялся литературно-критический семинар «Терроризм и текст», названный по тексту Дмитрия Пименова. Выступление на этом мероприятии Осмоловский назвал точкой отсчёта московского радикального акционизма.
Первая часть вечера была отдана концептуальным поэтам, вторая — нам. <…> Наше выступление состояло из наших двух хитов и стихов, которые представляют собой структуралистские конструкции. Если брать какой-то аналог, то, наверное, самый адекватный — это текст Барта «S/Z».
В 1990 году Осмоловский с Пименовым и др. устроили фестиваль французского кино «Взрыв новой волны», в рамках которого проводит несколько перформансов. Один из них состоялся по завершении показа фильма Луи Маля «Зази в метро»: художники вышли на сцену и воспроизвели все, что происходило в фильме, а после начали кидаться друг в друга тортами.
2007 — лауреат Премии Кандинского в номинации «Художник года».
Автор книги «Революционно-репрессивный рай».
В 1999 году снялся в фильме «Зелёный слоник» (начальник гауптвахты). В 2003 году снялся в эпизодической роли в фильме «Голова».
13 декабря 2024 года Министерством юстиции России внесён в список физических лиц «иностранных агентов».

## Движение «Э.Т.И.» («Экспроприация Территории Искусства») (1989—1992)
В 1989 году вместе Дмитрием Пименовым и Григорием Гусаровым основал движение «Э.Т.И.», которое провело ряд художественных акций в публичных пространствах города.
31 декабря 1990 года Осмоловский и сотоварищи вынесли на Красную площадь холодильник, в который положили бюст Ленина, и пытались его продать (покупателей не нашлось).
В июне 1990 года «Э.Т.И.» провели акцию «Прощение Черенкова». Во время прощального матча футболиста Черенкова на футбольное поле выбежал Григорий Гусаров, пожал Черенкову руку и убежал.
В 1991 году «Э.Т.И.» осуществили акцию «Цена 2,20». Участники сидели на Красной площади и ели колбасу, отрезая от батона куски, на каждом из которых была написана черта политического режима, существовавшего в стране. Наевшись колбасы, люди падали на площадь. Цифра 2,20 в названии акции — стоимость самой популярной в те времена колбасы.
15 января 1991 года движение группа «Э.Т.И.» и группа «зАиБи» («За анонимное и бесплатное искусство») провели акцию «Указательный палец» напротив посольства США в Москве. Тридцать молодых людей стояли напротив посольства и указывали на него пальцем. Идея заключалась в реконструкции иракской скульптурной композиции — тридцати скульптур погибших иракских офицеров, указывавших пальцем в сторону врага, — возведённой по приказу Саддама Хусейна.
Самой нашумевшей акцией группы стал перформанс «Э.Т.И. — ТЕКСТ», прошедший 18 апреля 1991 года на Красной площади. Своими телами участники выложили на брусчатке бранное слово из трёх букв. В акции участвовало 14 человек, включая Анатолия Осмоловского, Григория Гусарова, критиков Александру Обухову и Милену Орлову, Максима Кучинского, панков с Гоголевского бульвара и других.
Одной из последних акций «Э.Т.И.» стал «Тихий парад», прошедший 10 ноября 1991 года напротив памятника Маяковскому. Участники ползли от ступеней входа на станцию метро «Маяковская» до памятника поэту. Акция проходила параллельно с митингом различных левых политических партий и организаций и символизировала переход от социализма к капитализму в российской экономике и политике. Акция была названа по одной из композиций группы The Doors. По свидетельству Осмоловского, акция понравилась режиссёру Эльдару Рязанову, который попросил художников повторить её для одного из своих фильмов, но получил отказ.
В конце 1992 года движение прекратило своё существование.

Расформировались из-за того, что исследовательская программа была практически полностью выполненной, но прежде всего из-за того, что журналисты стали от нас уже ждать акций <…> — а работа на медийную машину была нам в высшей степени противна.

## Выставки в московских галереях и за рубежом первой половины 1990-х годов
Осенью 1990 года Анатолий Осмоловский знакомится с Олегом Куликом, художником и арт-директором московской галереи современного искусства «Риджина» (1991—1993).
1 сентября 1991 года в «Риджине» открылась выставка «День знаний» движения «Э.Т.И.» и художника Константина Звездочётова. Среди экспонатов выставки были школьные парты, на которых при помощи бормашины художники вырезали граффити, а в щели залили краску. Наибольшую известность получила работа со слоганом «Sex Marx Karl Pistols».
В 1992 году опять же в «Риджине» прошла выставка Осмоловского «Леопарды врываются в храм», открывшую организованный в ней фестиваль инсталляции «Анималистические проекты». В галерею, на стенах которой висела живопись, а также фотопортреты деятелей международного авангарда (Маринетте, Бретон, Маяковский), художник запустил гепардов (леопардов, по его словам, найти не удалось).
В 1992 году по приглашению Виктора Мизиано участвует в выставке «Мультиплицированные культуры» в Риме, где показывает инсталляцию «После постмодернизма остаётся только орать».
В 1993 году он показал свой проект на выставке «Трио акустико» в Туре. Художник создал звуковое оформление выставки, подведя микрофоны к работам на выставке, в которых был задействован звук, а получившийся результат замикшировал на семплере.
В 1994 году показывает свои работы на групповой выставке Fluchtpunkt Moskau в Ахене.

## Революционно-конкурирующая программа «Нецезиудик» (1992—1994)
В 1991 году знакомится с Олегом Мавроматти, в 1992 — с Александром Бренером. С последним они вместе снимают квартиру, разрабатывают вместе новую художественную программу, приступают к работе над журналом «Радек».
В 1992 году художники замысливают революционно-конкурирующую программу «Нецезиудик». Название программы было взято из языка волапюк, на котором слово «нецезюдик» означало «лишний». Сами художники в своих изысканиях опирались на теорию «методологического анархизма» австрийско-американского философа и методолога Пола Фейерабенда.

 Моя концепция художественного движения заключалась в том, что мы определяли себя как лишние в том смысле, что наши авангардистские идеи, методы и действия в современной ситуации опознавались как лишние. <…>
Основной идеей нашей групповой деятельности было не создание искусства, а его не-создание, выход за пределы того понимания искусства, которое тогда существовало. В конце 1980-х и в 1990-е годы вся реальность была «затекстована», все было искусством. <…> Все усилия и вся идея акционизма 1990-х была связана не с тем, чтобы <…> вырваться за его [искусства] пределы и создать что-либо, что не называлось бы искусством.
В группу помимо Осмоловского, Бренера и Мавроматти, входили рок-музыкант Василий Шугалей и литераторы Алексей Зубаржук и Александр Ревизоров. Основные положения революцинно-конкурирующей программы «Нецезиудик» отразились в «Последнем манифесте», опубликованном в журнале «Радек».

Стратегия захвата власти, выработанная постмодернистской конкурирующей программой (постмодернизм — это программа, а не ситуация), почти полностью тождественна стратегиям властвования буржуазии — сокрытие и мифологизация собственной власти. <…> Новая конкурирующая программа всему этому арсеналу мифологизации должна противопоставлять арсенал агитации и пропаганды. Наша опора — это наши эмоции и наши инстинкты <…> Прорыв к реальности — первый шаг навстречу будущему. Если я буду кидать в зрительный зал говно, а интеллектуал, оттираясь, скажет: «То уже было», то я буду кидать в зал говно до тех пор, пока он не закричит: «Что это за хулиганство!»
20 октября 1993 года участники группы провели акцию «Позор 7 октября». Четыре человека стояли на фоне обгоревшего Белого Дома со спущенными штанами. Фотография с этой акции была опубликована для обложки журнала первого номера журнала «Радек».
В 1993 году в рамках перформанса «Путешествие Нецезиудика в страну Бробдингнегов» Анатолий Осмоловский забрался на плечо памятника Маяковскому на Триумфальной площади и выкурил сигару.
В 1993 году в Центре современного искусства на Якиманке, куратором которого был Виктор Мизиано, прошла выставка «Война продолжается». Её основной визуальной метафорой стала кирпичная стена с лозунгом «Коммунизма никогда не будет» (идея — Анатолий Осмоловский, автор лозунга — Антон Николаев). На выставке также были представлены инсталляции Дмитрия Пименова «Антиколесо», Александра Бренера «Мы с тобой одной крови — ты и я» объект Александра Ревизорова и другие.
В 1994 году в галерее прошла выставка «Наглые, бесчувственные, невежественные, страдающие манией преследования, неблагонадёжные, животные, наркоманы, странные, бедные, подвергнутые идеологической обработке, карьеристы, наивные, модные, жестокие, ненастоящие, неприветливые, безумные, упрямые» с участием всех художников программы «Нецезиудик», а также других авторов. На входе в зал зрителя встречали три прожектора, направленные прямо в глаза. Справа и слева были установлены стены, а также боксы, в которых показывали работы участники выставки: Бренер, Кулик, Гия Ригвава, Дмитрий Гутов, Павел Брежнев и другие.
Программа «Нецезиудик» перестала существовать в начале 1995 года.

## Персональные и групповые выставочные проекты второй половины 1990-х — начала 2000-х годов
В 1994 году в рамках российско-голландского проекта «Exchange» Осмоловский на фасаде выставочного зала, что находился недалеко от Амстердама, растянул с баннер с надписью «Видеть — значит подчиняться. Посмотри на яркий свет, ты ослепнешь и обретешь свободу» (цитата из неоконченного на тот момент романа Дмитрия Пименова «Муть»; для выставки цитата была переведена на голландский язык).
В 1995 году на выставке «No man’s land» («Ничья земля») в копенгагенском центре современного искусства «Николай» представил инсталляцию «Hot police dog»: полицейский автомобиль, внутри которого поместил проекторы с порнофильмами.
В 1996 году на выставке «Zonen der Versturung» («Зоны Опасности») в Граце показал перформанс «Какой хотят видеть Россию на Западе». Выставочное пространство было оборудовано офисной мебелью, типичной для советского и переходного постсоветского периодов. В шкафах на заднем плане экспонировались постановочные фотографии, изображавшие офисных клерков в причудливых вычурных позах. Сам художник сидел за деревянным столом в центре комнаты, привязанный тросом за ногу к лебёдке, установленной на потолке. Время от времени лебёдка поднимала Осмоловского за ногу вверх ногами к потолку, во время чего он кричал «Go, go danger!!!».
В 1997 году в московской XL-галерее реализовал проект «Приказ по армии искусств».

Вот, например, приказ Илье Кабакову: «Получить президентскую премию и умереть 1998 году». (Откровенный намек на то, что Кабаков все, что мог, уже сделал и явно засиделся на этом свете <…>) 

К Комару и Меламиду художник отнесся ещё сердечнее: приказал им «обменяться женами» <…>

 Двум современным философствующим солистам оплаченного франками постмодернистского театра — Валерию Подороге и Михаилу Рыклину — были отданы приказы разные, с учётом разделения ролей. Первому приказано "выколоть у себя на лбу фразу: «Это не Валерий Подорога» (намек на страсть философа наклеивать на жертвы своих постмодернистских штудий ярлыки <…>) Рыклину приказано «раздать все свои деньги бедным». (Если в нашем постмодернистском райке Подорога — примадонна, то Рыклин — кассир.) 

«Творческой группе» в составе Пепперштейна, Церетели, Солженицына и Владимира Сорокина он приказал «обустроить Россию». <…>

Осмоловский не скрывает своей политической ангажированности. Выставка — часть более широкого проекта, включающего в себя возобновление издания леворадикального художественного и политического журнала «РАДЕК». Все приказы напечатаны на фирменных бланках «РАДЕКа». 
На биеннале современного искусства Манифеста 3 «Синдром границы: энергия сопротивления». (2000) в Любляне показал «Памятник блистательному и победоносному генералу НАТО доктору Фрейду»: в городском сквере установил настоящее артиллерийское орудие.

## Mail-Радек проект
В 1994 вышел первый номер журнала «Радек» — "Журнала конкурирующей революционной программы «Нецезиудик». В 1996 году был издан второй номер, в 1998 году — третий.
В 1995 году Анатолий Осмоловский начал писать короткие тексты о современной жизни — отклик на события, не обязательно художественные — и рассылать по почте. Им был придуман специальный бюрократический по форме бланк, тексты сочинялись в афористической манере.
Проект получил название «Mail-Радек» и просуществовал около трёх лет. Были выпущены порядка девяноста текстов. В проекте также принимал участие арт-критик Олег Киреев.

## Внеправительственная контрольная комиссия
В 1995—1996 годы работает на парламентских выборах, сотрудничает с Фондом эффективной политики Глеба Павловского. Примерно в то же время возникает идея создания Внеправительственной контрольной комиссии — организации, которую Осмоловский определял как «квазиполитическую группу» и идея которой состояла в том, «что художники приходят в политическое поле и начинают действовать, реализуя художественную идею в политических формах». Практический смысл деятельности «Комиссии» сводился к тому, чтобы агитировать избирателей голосовать «против всех».

В своей деятельности мы намерены использовать самые прогрессивные и экспериментальные политические технологии и методы пропагандистского воздействия. В современном информационном обществе десять профессионалов-ньюсмейкеров обладают в несколько раз большей эффективностью, чем массовые партии. Создавая и используя различные информационные поводы, новая группа экспертов будет доводить свое мнение до массового сознания.
23 мая 1998 года Внеправительственная контрольная комиссия провела акцию «Баррикада». Участники перегородили пустыми картонными коробками Большую Никитскую улицу и удерживали получившуюся баррикаду в течение трёх часов.
Над баррикадой были развёрнуты лозунги Ситуационистского Интернационала («Запрещено запрещать», «Вся власть воображению!», «Будьте реалистами — требуйте невозможного!»), большинство надписей было на французском языке. Акция посвящалась французской студенческой революции 1968 года. В акции приняло участие около 300 человек.
Через год, в 1999 году во время избирательной кампании участники Внеправительственной контрольной комиссии забрались на крышу Мавзолея Ленина и растянули баннер с надписью «Против всех».
Последующая акция Внеправительственной контрольной комиссии была пресечена сотрудниками ФСБ.
После этого художники продолжили расклеивать листовки в метро, однако деятельность ВКК постепенно сошла на нет.

То, что на нас наехала служба безопасности, мне вполне понятно <…> Их работа — отслеживать таких людей. Они во многом помогли мне понять разницу между искусством и политикой: именно в этой бинарной оппозиции эффективности и эффектности, массовости и эксклюзивности. Искусство работает понятием эксклюзивности, с сингулярностью, с игровой субстанцией, пытается быть обратимым, а политика стремится работать с массовостью и необратимостью — что-то утвердить так, чтобы это не изменялось.

## Нонспектакулярное искусство
В 2002 году в Художественном журнале № 43/44 Осмоловский опубликовал манифест «Несколько тезисов Нонспектакулярного искусства», обозначив начало нового направления в московском искусстве, которое просуществует до 2004 года.

Нонспектакулярные практики не имеют никакого отношения к такому понятию, как кризис репрезентации. Наоборот, факт их возникновения подчеркивает ситуацию гиперпроизводства визуальности, такого производства, которое уже может быть названо тотализующим. <…>

Важным аспектом нонспектакулярного искусства является естественность. Встреча зрителя с образом не несёт травматичного столкновения. Образ не навязывается всеми законными и незаконными способами (от уличных билбордов или системы музей-галерея-коллекция до масс-медийного скандала или обычной физической расправы). Он растворен в пространстве и должен быть всякий раз перепроизведен самим зрителем.
Работы в стиле Нонспектакулярного искусства были показаны в 2001 году на выставке «Субъект и власть (лирический голос)» в рамках ярмарки «Арт — Москва». В залах ЦДХ, где проходила ярмарка, художник представил работы «Критика состояния стен» — ровный кусок дсп, покрашенный в белый цвет и прислоненный к одной из стен «как сравнение того, какой должна быть стена, а какой нет».
Для той же выставки в рамках перформанса «Двойник» художник нашёл двойника критика и куратора Евгении Кикодзе, который, с ведома Кикодзе, ходил по выставке и был одет так же, как и она.
Для перформанса «Мешки с углем» (совместно с группой «Радек») было закуплено несколько сотен мешков с углём. Они раздавались бесплатно на вернисаже посетителям при входе.
В этом же году в Зверевском центре современного искусства прошла выставка «Вместо искусства», сокурируемая Осмоловским, где свои нонспектакулярные проекты показали группа Escape, группа «Радек» и другие.
В 2003 году в Музее современного искусства Антверпена сделал «Пыльные фразы» — фразы, «набитые» пылью на стенах выставочного зала.

К 2004 году эта эстетика, на мой взгляд, была исчерпана. Для меня нонспектакулярное искусство стало довольно понятным, все риторические ходы очевидными, а главное (что я потом стал критиковать), что сама по себе зацикленность или боязнь зрелищности диалектически является оборотной стороной зрелищности.

По мнению Клавдии Смолы: 
Независимо от того, как понимал и как долго практиковал нонспектакулярное искусство сам Осмоловский, связанный с такими практиками «социальный поворот», или принцип перформативного «сосуществования» (conviviality), имеет в России своих предшественников и вдохновителей: русский авангард, советский андерграунд, глобальные практики движений DIY (Do It Yourself) и левую философия 1990–2000-х.

## 2000-е годы
Во второй половине 2000-х годов, решив, что «технологии скандала и масс-медийных провокаций, практиковавшиеся во времена акционизма, исчерпали себя уже давно», а «нонспектакулярные стратегии стали достоянием молодёжной субкультуры флеш-моберов и для художников превратились в унылую банальность», Осмоловский переходит к формалистическим экспериментам и работает по преимуществу в жанре скульптуры и объекта.
В 2004 году создаёт серии абстрактных трёхмерных произведений «Детали», «Жуки», «Обрезки». Эти и другие циклы работ были показаны на выставке «Как политические позиции превращаются в форму» (2004—2005) в Stella Art Foundation.

Все представленные работы имитируют абстрактную (беспредметную) образность. Спровоцированная мной дискуссия об абстракционизме не вполне корректна, так как эти объекты (скульптуры) в своем основании не беспредметны. Под каждым есть вполне конкретное миметическое основание, отгороженное от непосредственного зрительского узнавания технологической покраской. В этих работах используются различные известные приемы поп-арта — форматирование, сериальность, симуляция. Но все эти приемы используются исключительно инструментально, так как одна из главных задач — добиться эффекта абстрактного искусства — не связана напрямую с эксплуатацией того или иного приема. Образы как бы «зависают» между предметным и беспредметным миром.
В 2006 году создаёт работы «Билеты в рай»: металлические пластины с отверстиями, похожие на прокомпостированные талоны на общественный транспорт.
В том же году — серия «Изделия», бронзовые скульптур, которые «представляет собой освобождённые от военной фурнитуры и стволов башни современных танков».

Безличным словом изделие называется как раз такой танк, находящейся на стадии разработки, проектирования и испытания. Называя свою работу «Изделия» Осмоловский возвращает этот научно-технический феномен, богатый социально-политическими коннотациями, в лабораторию художественной мысли для дальнейшего усовершенствования.
2007—2009 гг. — проект «Хлеба», деревянные скульптуры в виде увеличенных кусков чёрного хлеба, которые художник развешивал по стенам на манер иконостаса.

[Серия «Хлеба»] состоит из 20 настенных панелей, имитирующих предметность иконы. В профиль виден даже шпон, скрепляющий доску от рассыхания. Этому реди-мэйду противопоставляется радикально иная трактовка божественного. Художник видит его не в изображении сцен из священной истории или божественной иерархии, а в рациональном абстрагировании от любого жизнеподобия. Он берет структуру конкретного хлебного среза, абсолютно хаотичную по своей природе, и вторгается в неё механическим образом: состыковывая два зеркально идентичные куска, умножая фрагменты, вырезая и переворачивая геометрические куски, подвергая цезуре сердцевину и оставляя маргиналии. В результате получается икона, лишенная образа, но сакрализующая рациональную процедуру.

## Концепция «ауратизма» и «рефлексивного модернизма» и возвращение «произведения искусства»
В конце 2000-х годов разрабатывает концепцию «ауратизма» и «рефлексивного модернизма». Выступил как сторонник возвращения «произведения искусства».

Мои произведения без сомнения излучают некую ауру. Это собственно аура Произведения искусства — пластически убедительного артефакта. <…> Мои объекты действительно создают дистанцию независимо от системы институций, на преодоление которой надо потратить известные силы — классическая характеристика ауратического объекта. Объекта, на который не только вы вольны смотреть, но который смотрит на вас со свойственной этому объекту серьёзностью. И поэтому Произведение искусства — это не только произведение искусства, но и что-то ещё. <…> Если для типичного современного искусства не быть только искусством — это быть одновременно ещё и мусором, то для новейшего передового авангарда — это быть неведомо каким «сакральным» ауратическим объектом. <…> Атрибут «неискусства» в ауратических объектах — это их мнимая культовая ценность.
Современная ситуация искусства называется «рефлексивный модернизм» — термин, введённый философом Уильямом Беком в 80-е годы. Уже внутри этого определения могут возникать различные «направления» или методы по созданию произведений. Ауратизм — один из методов, недавно мной описанный; он не единственный. Более того, вся эта ситуация пребывает в становлении, и мы будем свидетелями демонстрации различных методов и поэтик, возвращающих произведение искусства.
В 2015 году в галерее «Триумф» открыл выставку «Расчленение», посвящённую военному конфликту на Украине.
В марте 2024 года в московской квартире художника прошли обыски, на следующий день он покинул Россию и перебрался в Германию.
В декабре 2024 года признан Минюстом РФ иностранным агентом.

## Кураторская деятельность
В 1996 году выступил куратором групповой выставки «Антифашизм & анти-антифашизм» в Центре современного искусства в Москве, посвящённую проблемам современного национализма и противостояния ему.
В 2001 году организовал выставку «Вместо искусства» в Зверевском центре, на которой были представлены произведения в жанре нонспектакулярного искусства.
В 2004 в Музее архитектуры им. А. В. Щусева прошёл проект «Искусство без оправданий», участники которой, по словам куратора, актуализировали «эстетические ценности левого искусства предреволюционного и революционного периодов» и одновременно с этим происходил процесс «нового переосмысления значения беспредметного образа».
2009 год — кураторский проект «Мавзолей бунта» в Stella Art Foundation, в котором приняли участие молодые художники, целью который, по определению Осмоловского, было «придание реабилитированным медиа формы законченного произведения», а также «выявление главных структурных осей произведения искусства» и создание работ, излучающих «ауру» (в понимании Вальтера Беньямина).
2014 года — проект «Живопись расширения» в Музее Москвы (совместно с Евгенией Кикодзе) с участием студентов основанного Осмоловским института «База».

## Преподавательская деятельность
В 2007 году читает курс лекций в ЦТИ «Фабрика» в Москве.
В 2011 году основал Институт «База», обучающий художников и критиков, под эгидой которого выходит одноимённый журнал и книги по искусству.

## Награды и премии
- 1995 — стипендиат Сената города Берлина и Kunstlerhaus Bethanien[76].
- 2007 — лауреат Премии Кандинского в номинации «Художник года»[76].

## Персональные выставки
- 1992 — «Леопарды врываются в храм…». Галерея «Риджина», Москва.
- 1994 — «Жвачка с волосами». XL Галерея, Москва.
- 1994 — «My way». Галерея М. Гельмана, Москва.
- 1995 — «Чеченский шашлык» (совместно с «Мемориалом»). Галерея М. Гельмана, Москва.
- 2004 — Анатолий Осмоловский. Как политические позиции превращаются в форму. Stella Art Foundation
- 2008 — «Новые работы» Галерея М. Гельмана, Москва.
- 2008 — «Поклонение». Галерея «Pop/off/art», Москва.
- 2013 — «Схождение параллелей» (совм. с Павлом Альтхамером). Каза-деи-Тре-Очи, Венеция (в рамках Параллельной программы Венецианской биеннале)
- 2013—2014 — «Cadavre Exquis and Dodici Suicide». Thomas Brambilla Gallery, Бергамо, Италия
- 2014—2015 — «Рас-членение». Галерея «Триумф», Москва
- 2015 — «Авангардистская канцелярия». Галерея pop/off/art, Москва
- 2018 — «Мягкая грань. Совместно с Александром Голынским». Музей Вадима Сидура. Москва
- 2021 — «Комариный гимн». Галерея XL. Москва

## Групповые выставки
- 1991 — «День знаний». Галерея Риджина, Москва.
- 1992 — «Опасные связи». ЦСИ, Москва.
- 1992 — Territoria Italiano. Magazine «Documentario 2», Милан, Италия
- 1992 — IV международный Биеннале. Стамбул, Турция
- 1992 — Multiplicity Culture. Santo Adgio, Рим, Италия
- 1993 — «Русский прорыв». ДК им. Горького, Москва
- 1993 — «Труд и капитал». Институт современного искусства (ИСИ), ЦДХ, Москва
- 1993 — Международная ярмарка искусств «Арт Миф». галерея М. Гельмана, Манеж, Москва
- 1993 — Aperto’93. 45 Венецианская Биеннале, Италия
- 1993 — «Акустическое трио (Осмоловский, Гутов, Лейдерман)». Центр современного творчества, Тур, Франция
- 1994 — Международная АРТ ярмарка. Галерея Риджина, Cologne, Германия
- 1994 — «Exchange/Dacha». Амстердам, Голландия
- 1994 — «Fluchtpunkt Moskau». Ludwig Forum, Аахен, Германия
- 1994 — «Художник вместо произведения». ЦДХ, Москва
- 1994 — «Идентификация и индивидуальность». Музей современного искусства, Хельсинки, Финляндия
- 1994 — «Виктор Мизиано: кризис экспозиции» («Гамбургский проект»). ЦСИ, Москва
- 1995 — «Caravanseray of contemporary art». Assozione culturale Arte Nova, Pescara, Италия
- 1995 — «Conjugations: Moscow art scence today», (в рамках проекта «Kraftmessen»). Kulturreferat, Мюнхен, Германия
- 1995 — «No man’s land». Contemporary Art Cenre, Копенгаген, Дания
- 1995 — «Нонконформисты…». (коллекция Музея «Царицыно»), Германия.
- 1996 — Steirische Herbst. Грац, Австрия
- 1997 — История в лицах. 1956—1996. Центральный выставочный зал, Нижний Новгород; Областной художественный музей, Самара; Пермская городская картинная галерея, Пермь; Новосибирская областная картинная галерея, Новосибирск; Екатеринбургский музей изобразительных искусств, Екатеринбург
- 1997 — Moscou Vandaag. Stedelijk Museum voor Actuele Kunst, Гент, Бельгия
- 1999 — Безумный двойник/Le Fou dedouble. Центральный Дом художника, Москва; Центральный выставочный зал, Нижний Новгород; Областной художественный музей, Самара; Музей изобразительных искусств, Екатеринбург; Chateau d’Orion, Уарон, Франция
- 1999—2000 — Полюс Холода. Инспекция «Медицинская Герменевтика» и русское искусство 90х годов / Le Pole du froid. Inspection Hermeneutique Medicale et I’art russe des annes 90. Музейно-выставочный центр, Красноярск; Кемеровский областной музей изобразительных искусств, Красноярск; Новосибирская картинная галерея, Новосибирск; École nationale supérieure des beaux-arts, Париж; Центральный Дом Художника, Москва
- 2000 — Динамические пары. Центральный выставочный зал «Манеж», Москва; Государственный Русский музей, Санкт-Петербург
- 2000—2002 — ARTEAST 2000+. Moderna galerija Ljubljana, Любляна; Orangerie Congress, Инсбрук, Австрия; ZKM, Карлсруэ, Германия; Umetnička galerija Skopje, Скопье
- 2001 — Dream Team. XL-галерея, Москва
- 2002 — 25 Bienal de Sao Paulo. Сан-Пауло, Бразилия
- 2002 — Horizons of Reality. Museum van Hedendaagse Kunst, Антверпен, Бельгия ДАВАЙ!/DAVAJ! Russian Art Now. Postfuhrant, Берлин; МАК, Вена
- 2003 — Utopia Station. La 50 Biennale di Venezia, Венеция, Италия
- 2003 — Berlin-Moscau/Moscau-Berlin 1950—2000. Martin-Gropius-Bau, Берлин Мы — они. Центральный дом художника, Москва
- 2004 — Москва-Берлин/Берлин-Москва 1950—2000, Государственный исторический музей, Москва
- 2004 — Za Czerwonym Horyzontem.Zamek Ujazdowski, Варшава
- 2004 — Мастерские Арт Москвы. Центральный Дом художника, Москва
- 2004 — Seven Sins. Moderna galerija Ljubljana, Любляна
- 2004 — Параидентичность. Зверевский центр современного искусства, Москва
- 2005 — Сообщники. Государственная Третьяковская галерея, Москва
- 2005 — Hope-Stop! Зверевский центр современного искусства, Москва
- 2005 — Любовь: между Европой и Азией. IV Ширяевская биеннале современного искусства. С. Ширяево, Самарская область, Россия
- 2005 — Русский поп-арт. Государственная Третьяковская галерея, Москва
- 2005 — P.S. За красным горизонтом. Государственный Центр современного искусства, Москва
- 2005 — Angels of History. Museum van Hedendaagse Kunst Antwerpen, Антверпен, Бельгия
- 2005 — Kollektive Kreativität. Kunsthalle Fridericianum, Кассель, Германия
- 2005 — Russia Redux #1. Schroeder Romero Gallery, Нью-Йорк, США
- 2005 — Contested spaces in Post-Soviet Art: Russia Redux #2. Sidney Mishkin Gallery, Нью-Йорк, США
- 2005 — Достоинство. Зверевский центр современного искусства, Москва
- 2006 — ¡Rusia! Museo Guggenheim de Arte Moderno y Contemporáneo, Бильбао, Испания
- 2006 — Modus R: Russian Formalism Today. Newton Building, Майами, США
- 2007 — История российского видеоарта — том 1. Московский Музей современного искусства, Москва
- 2007 — Верю! Центр современного искусства «Винзавод», Москва
- 2007 — Урбанистический формализм. Московский Музей современного искусства, Москва
- 2007 — Соц-арт. Государственная Третьяковская галерея, Москва; La Maison Rouge, Париж
- 2007 — Мыслящий реализм. Государственная Третьяковская галерея, Москва
- 2007 — From Russia with Love. Merano arte edificio Cassa di Risparmio, Мерано, Италия
- 2007 — Ontmoeting. Museum voor Hedendaagse Kunst Antwerpen, Антверпен, Бельгия
- 2007 — On Geekdom. Benaki Museum, Афины
- 2007 — Progressive Nostalgia. Centro per l’arte Contemporanea Luigi Pecci, Прато, Италия
- 2007 — Dokumenta XII. Кассель, Германия
- 2007 — Будущее зависит от тебя. Московский Музей современного искусства, Москва
- 2007 — Who’s got the Big Picture? Museum voor Hedendaagse Kunst Antwerpen, Антверпен, Бельгия
- 2007 — «Верю». «Винзавод», Москва
- 2009 — 3-я Московская биеннале современного искусства
- 2010 — «Модерникон. Современное искусство из России» Fondazione Sandretto Re Rebaudengo (Турин, Италия)
- 2012 — «ICONS». Краснодарский краевой выставочный зал изобразительных искусств, Краснодар
- 2012 — «90-е: победа и поражение», Театр Наций, Москва
- 2013 — 55-я Венецианская Биеннале, Casa dei Tre Oci, Venezia
- 2013—2014 Реконструкция. Фонд культуры «Екатерина», Москва
- 2014 — Перформанс в России: картография и история. Музей современного искусства «Гараж», Москва
- 2015 — 90-е. Ельцин-центр, Екатеринбург
- 2015—2016 — «Ура! Скульптура!». ЦСИ Винзавод. Москва
- 2015 — «TERRAPOLIS.» French School at Athens. Афины. Греция
- 2016 — «Мои университеты». Музей современного искусства PERMM. Пермь
- 2016 — «Ситуация искусства в музее PERMM». Музей современного искусства PERMM. Пермь
- 2016 — «Современные русские художники — участники Венецианской биеннале. Избранное». Центральный выставочный зал «Манеж». Санкт-Петербург
- 2016—2017 — «Современное искусство: 1960—2000. Перезагрузка». Государственная Третьяковская галерея на Крымском Валу. Москва
- 2017 — «Ура скульптура!». Центральный выставочный зал «Манеж». Санкт-Петербург
- 2017 — «Ширяевская биеннале. Среднерусский дзен». Государственный центр современного искусства. Москва
- 2017 — «Право на грядущее». Музей искусства Санкт-Петербурга ХХ-ХХI вв. Санкт-Петербург; Музей современного искусства «Гараж». Москва
- 2017 — Триеннале российского современного искусства. Музей современного искусства «Гараж». Москва
- 2018—2017 — «Против всех». Vladey Space. Москва
- 2018 — «Monumental». Фонд культуры «Екатерина». Москва
- 2018 — 8-я ташкентская биеннале современного искусства. Центральный выставочный зал Академии художеств Узбекистана. Ташкент. Узбекистан
- 2018 — «Генеральная репетиция». Московский музей современного искусства. Москва
- 2018 — «Искусство 2000-х». Государственная Третьяковская галерея на Крымском валу. Москва
- 2018 — «Против всех». Анатолий Осмоловский & VLADEY. Vladey Space. Москва
- 2018—2019 — «Радикальная текучесть. Гротеск в искусстве». Музей искусства Санкт-Петербурга XX-XXI веков. Санкт-Петербург
- 2019 — «Беднейший класс: животные». ЦСИ Винзавод. Москва
- 2019 — «Здесь и сейчас. Атлас творческих студий Москвы». Центральный выставочный зал Манеж. Москва
- 2019 — «Инфография». Cube. Москва
- 2020 — «Под давлением». Галерея pop/off/art. Москва
- 2021—2022 — «Бывают странные сближенья». Государственный музей изобразительных искусств им. А. С. Пушкина. Москва
- 2023 — «An increasing black dent in the night sky». Галерея «Spas Setun». Москва.

## Взгляды
В марте 2013 года принимал участие в серии одиночных пикетов за освобождение участниц Pussy Riot Марии Алёхиной и Надежды Толоконниковой.
Открыто выступает против российского вторжения на Украину.

## Периоды творчества
- 1985—1989: литература
- 1990—1992: движение Э.Т.И.
- 1992—1994: НЕЦЕЗИУДИК
- 1992—2001: Персональные проекты
- 1997—2000: Против всех
- 2000—2002: Нонспектакулярное искусство
- 2002—2010: Персональные проекты

## Кураторские проекты
- 1992 — «Джозефу Кошуту, или Цивилизация тлинов» (персональная выставка Ю. Лейдермана). Галерея «Вита Нова», Минск.
- 1993 — «Война продолжается». ЦСИ, Москва.
- 1994 — «Наглые, бесчувственные…». Галерея «Риджина», Москва.
- 1994 — «День и ночь сменяют друг друга» (персональная выставка О. Голосия). Галерея «Риджина», Москва.
- 2009 — «Мавзолей бунта». Фонд Stella Art, Москва[79][80][81].

## Акции иперфомансы
- 1989 — Теоретический семинар «Терроризм и текст». МГУ, Москва
- 1990 — июль, акция «Прощание Черенкова» (Движение Э.Т.И.)
- 1990 — Серия акций «Беспленочное кино» во время фестиваля-киноретроспективы «Взрыв „новой волны“», Дом медиков, Москва (Движение Э.Т.И.)
- 1991 — Серия уличных перформансов-провокаций в составе Движения Э.Т.И. («Хуй», «Переползание», «2. 20», «Мы чувствуем приближение холодов», «Указательный палец», «Организация неорганического — организация органического», «Прочтение огнём»)
- 1992 — январь, акция «Расчистка» (Движение Э.Т.И.)
- 1993 — «Путешествие Нецезюдик в страну бромбдингнегов», в рамках русско-голландского проекта «Обмен». Площадь В. Маяковского, Москва
- 1994 — «Драка». Семинар В. Подороги, ЦСИ, Москва
- 1995 — «Партия под ключ». Политехнический музей, Москва

## Публикации
1. Профиль, № 11, 1996
2. Матадор, № 1, 1997
3. Художественный журнал, № 11, 1996, Анатолий Осмоловский «Антифашизм & Антифашизм»
4. Художественный журнал, № 9, 1996, Анатолий Осмоловский «Манифесты»
5. FLASH ART, Summer 1996, Viktor Misiano «Russian Reality. The end of Intelligentia»
6. Andrei Kovalev «Between the Utopias. New Russian Art during and after Perestroika (1985—1993)», 1996
7. Дарин-Эксклюзив, № 1, 1996
8. ART, N 4, 1996 Gregory Ingleright «Die „Totale Installation“ in drei Hallen nahe dem Kreml»
9. Ковалев А. «Эстетические нарциссы» // Сегодня. — 1996. — 6 апр.
10. Ковалев А. «Безумству храбрых поем мы песню» // Сегодня. — 1994. — 11 июня.

## Фильмография
| Год  |   | Название                       | Роль                     |
| ---- | - | ------------------------------ | ------------------------ |
| 1995 | ф | Не ищите этого шоу в программе | Имя персонажа не указано |
| 1999 | ф | Зелёный слоник                 | капитан                  |
| 2003 | ф | Голова                         | зритель                  |